# Karina Johnson
Karina Johnson (1. maj 1991 i West Hills, Los Angeles, California, USA–) er en dansk kunstskøjteløber. Dansk mester 2008/09, 2009/10, 2010/11 og 2011/12. 